# Radvilė Morkūnaitė-Mikulėnienė
Radvilė Morkūnaitė-Mikulėnienė, née le 2 janvier 1984, est une femme politique lituanienne.